# Павловська Емілія Карлівна
Павловська Емілія Карлівна (до шлюбу Бергман; 28 липня [9] серпня 1853 (за ін. джерелами — 1857), Санкт-Петербург, Російська імперія — 23 березня 1935, Москва) — російська оперна і камерна співачка (лірико-драматичне сопрано), вокальний педагог, піаністка.
Випускниця Санкт-Петербурзької консерваторії по класу фортепіано і вокалу. Солістка Большого театру (сезони 1883/84, 1888/89) і Маріїнського театру (1884—1888). Заслужена артистка Республіки (1925). Заслужена артистка РРФСР (1934). Герой Праці. Дружина співака С. Є. Павловського.
Перша виконавиця в операх П. І. Чайковського партій Марії («Мазепа», 1884), Тетяни («Євгеній Онєгін», 1884), Куми («Чародійка», 1887). Створений артисткою образ Марії, за життя композитора, вважався критиками найкращим.
Серед кращих партій, виконаних співачкою — Аїда («Аїда» Верді), Валентина («Гугеноти» Мейєрбера), Віолетта («Травіата» Верді), Кармен («Кармен» Бізе), Манон Леско («Манон» Массне), Маргарита («Фауст» Гуно), Марія («Мазепа» Чайковського), Розіна («Севільський цирульник» Россіні), Тетяна («Євгеній Онєгін» Чайковського).
У біографії молодшої сестри, Фанні Карлівни, згадується про те, що сім'я Бергман мала якесь відношення до двору великої княгині Олени Павлівни, за фінансової підтримки якої виникли Російське музичне товариство (1859) і перші класи російської консерваторії (1862) на чолі з А. Рубінштейном.